# Valentine Cameron Prinsep
Valentine Cameron Prinsep, noto anche con lo pseudonimo di Val Prinsep (Calcutta, 14 febbraio 1838 – Londra, 4 novembre 1904), è stato un pittore britannico, membro dei preraffaeliti.

## Biografia
Nato a Calcutta nel 1838, Valentine Cameron Prinsep era il secondo figlio di Henry Thoby Prinsep, un funzionario dell'Impero anglo-indiano, e di sua moglie Sarah Monckton Pattle, figlia di James Pattle. Lei era sorella della fotografa Julia Margaret Cameron e di Maria Jackson (nata Pattle), nonna di Virginia Woolf e Vanessa Bell.
Si trasferì con la famiglia in Inghilterra nel 1843. Nel 1851, egli andò a vivere con i genitori nella dimora di Little Holland , che i suoi genitori resero un punto di ritrovo per artisti.
Tra il 1856 e il 1857, Valentine Cameron Prinsep giunse, assieme al suo istruttore George Frederic Watts, agli scavi archeologici di Alicarnasso, che erano stati diretti da Charles Thomas Newton. In seguito, Prinsep si recò nell'atelier parigino di Charles Gleyre. James Abbott McNeill Whistler, Edward Poynter e George du Maurier erano tra i suoi compagni di studi; anni dopo, Prinsep ispirerà il personaggio di Taffy del romanzo di du Maurier Trilby (1894). In seguito Prinsep si spostò in Italia, ove visitò Siena e altre località in compagnia dell'amico Edward Burne-Jones, e fece la conoscenza di Robert Browning, con il quale vide molti dei monumenti di Roma nel corso dell'inverno del 1859-60.
Prinsep fu uno dei primi membri del reggimento britannico Artists Rifles, fondato nello stesso periodo.
Prinsep decorò la hall della Oxford Union assieme a Dante Gabriel Rossetti e altri pittori. Durante la metà del XIX secolo, Prinsep divenne insegnante presso il londinese Working Men's College. L'artista fece parlare di sé grazie alla sua prima tela Bianca Capella, esposta alla Royal Academy of Arts nel 1862, e il ritratto di Charles George Gordon mentre indossa un costume cinese. Lo stesso abito verrà utilizzato dall'amico 
John Everett Millais per il suo dipinto Esther.
Tra gli anni sessanta e settanta del secolo realizzò alcuni dei suoi principali dipinti, tra cui Miriam watching the infant Moses (esposto alla Royal Academy nel 1867), A Venetian lover (1868), Bacchus and Ariadne (1869), A minuet (ca. 1870), News from abroad (1871), The linen gatherers (1876) e The gleaners (1878).

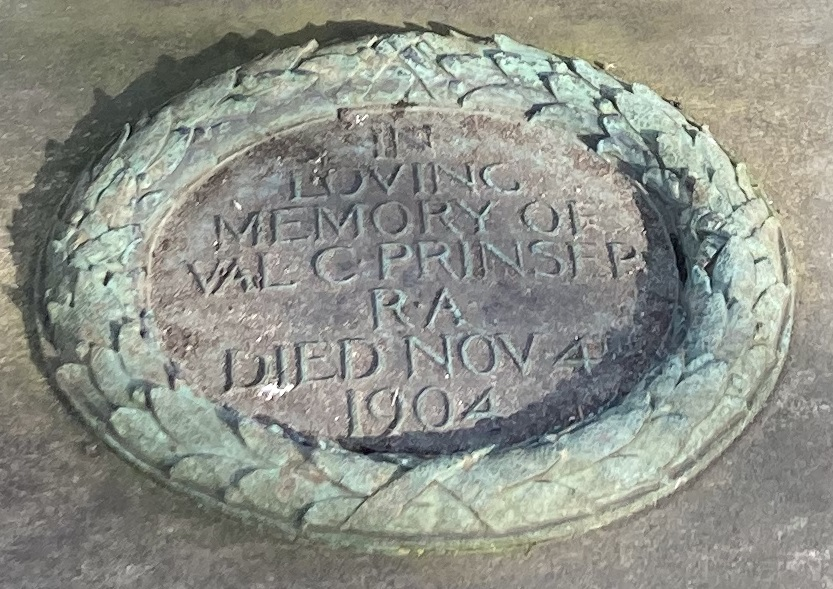
Iscrizione sulla tomba di Valentine Cameron Prinsep nel Brompton Cemetery

Nel 1877, Prinsep tornò in India e dipinse un quadro enorme raffigurante il Delhi Durbar e commissionato dal viceré dell'India Robert Bulwer-Lytton. Fu esposto nel 1880 alla Royal Academy, presentato alla regina Vittoria e successivamente esposto a Buckingham Palace. L'opera ricevette giudizi alterni dalla stampa dell'epoca. Tra le sue ultime tele vi sono À Versailles (1895), The Emperor Theophilus chooses his Wife (1889), The Broken Idol (1892) e The Goose Girl (1900).
Prinsep sposò nel 1884 Florence Leyland, figlia di Frederick Richards Leyland di Wootten Hall, Liverpool. I due ebbero tre figli di nome Frederick Thoby Leyland, Anthony Leyland Val e Nicholas John Andrew Leyland.
Prinsep scrisse alcuni libri e due opere teatrali intitolate Cousin Dick e Monsieur le Duc, messe in scena rispettivamente al Royal Court Theatre e al St. James's Theatre.
Prinsep morì nel 1904 mentre si trovava a Holland Park, a Londra. Venne sepolto nel Brompton Cemetery, presso la capitale britannica.

## Libri
- Imperial India: an Artist's Journal, 1879
- Glimpses of imperial India, 1879
- The Story of Abibal the Tsourian, 1893

## Opere teatrali
- Cousin Dick
- Monsieur le Duc

## Galleria d'immagini

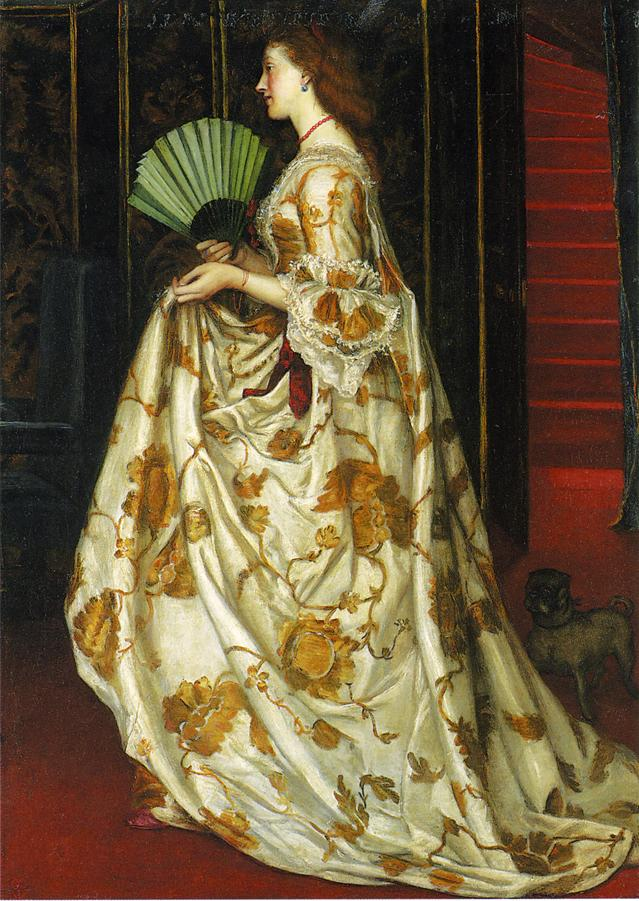
My Lady Betty (ca. 1864)
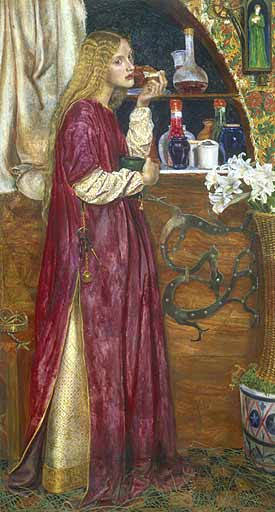
The Queen was in the parlour (1860)
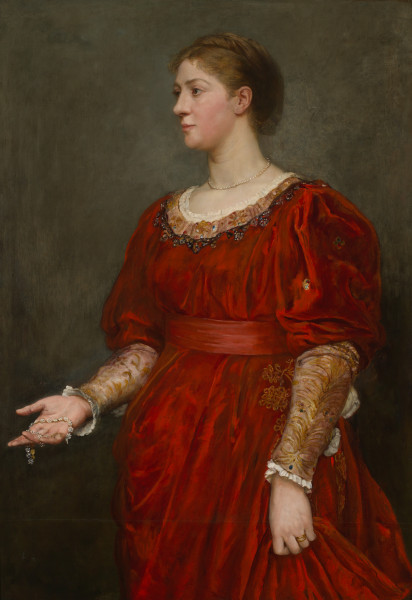
Dame Madge Kendal (1880)
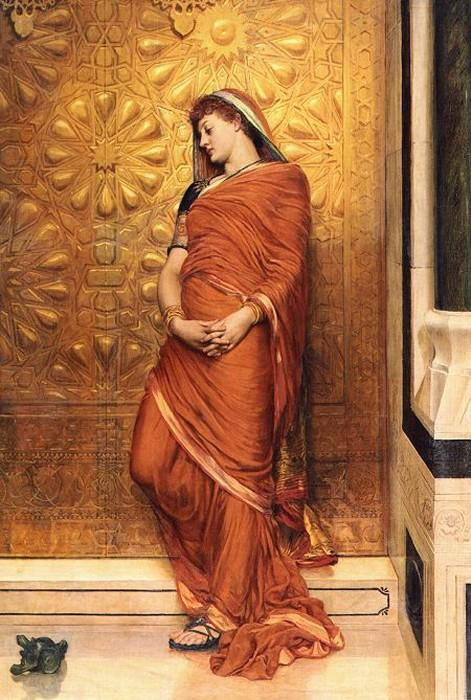
At the golden gate (forse 1882)
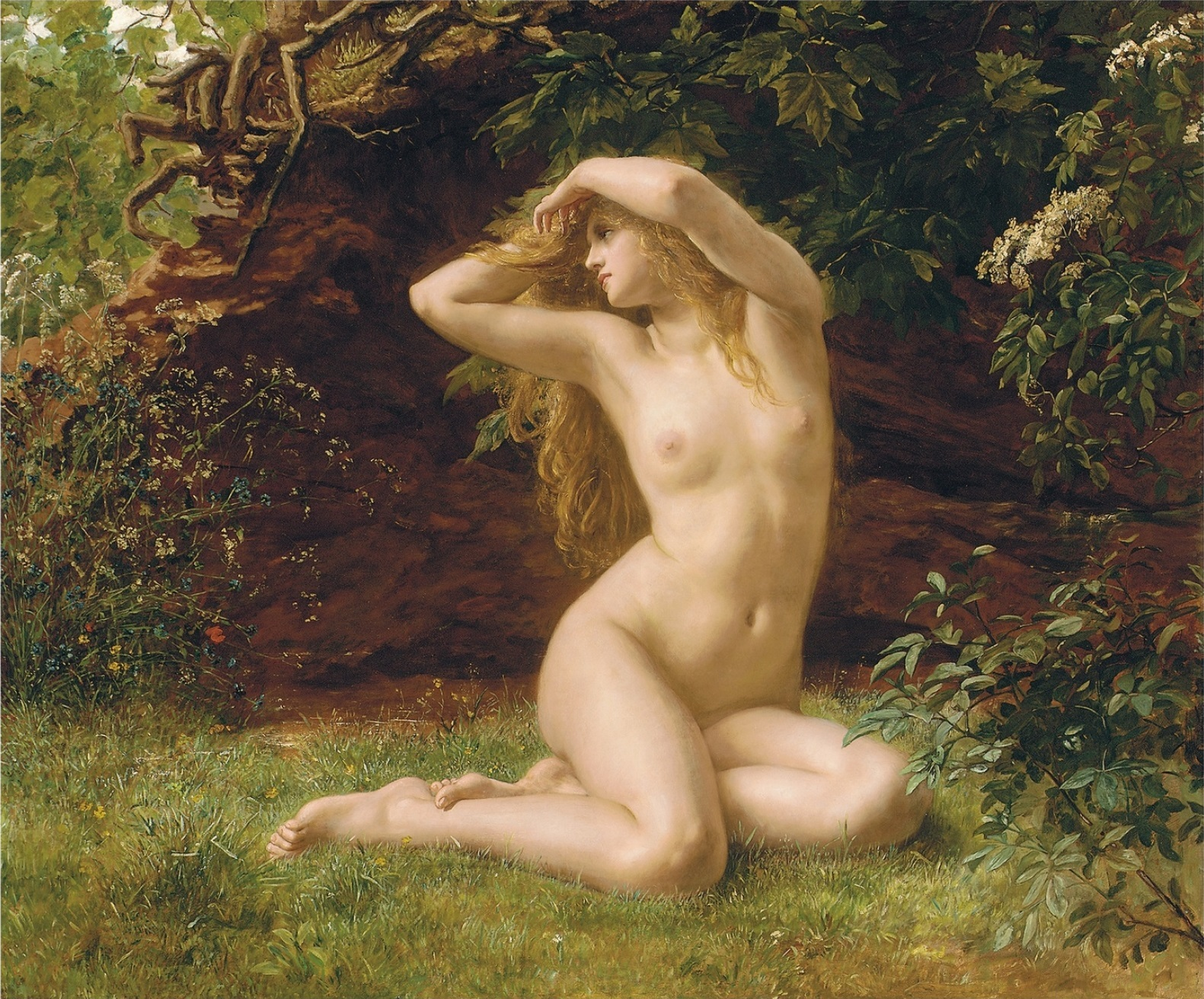
The first awakening of Eve (...)
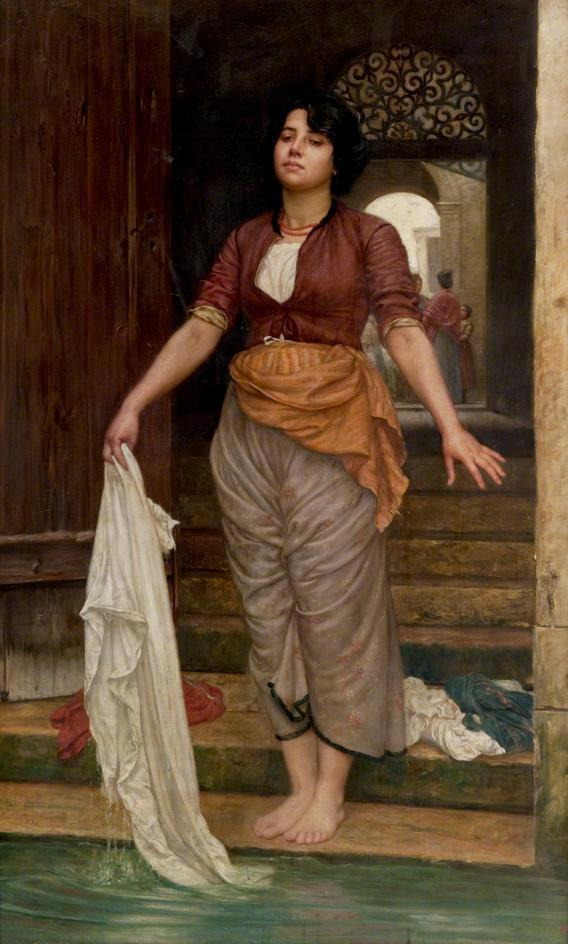
In a street in Venice (prima del 1904)
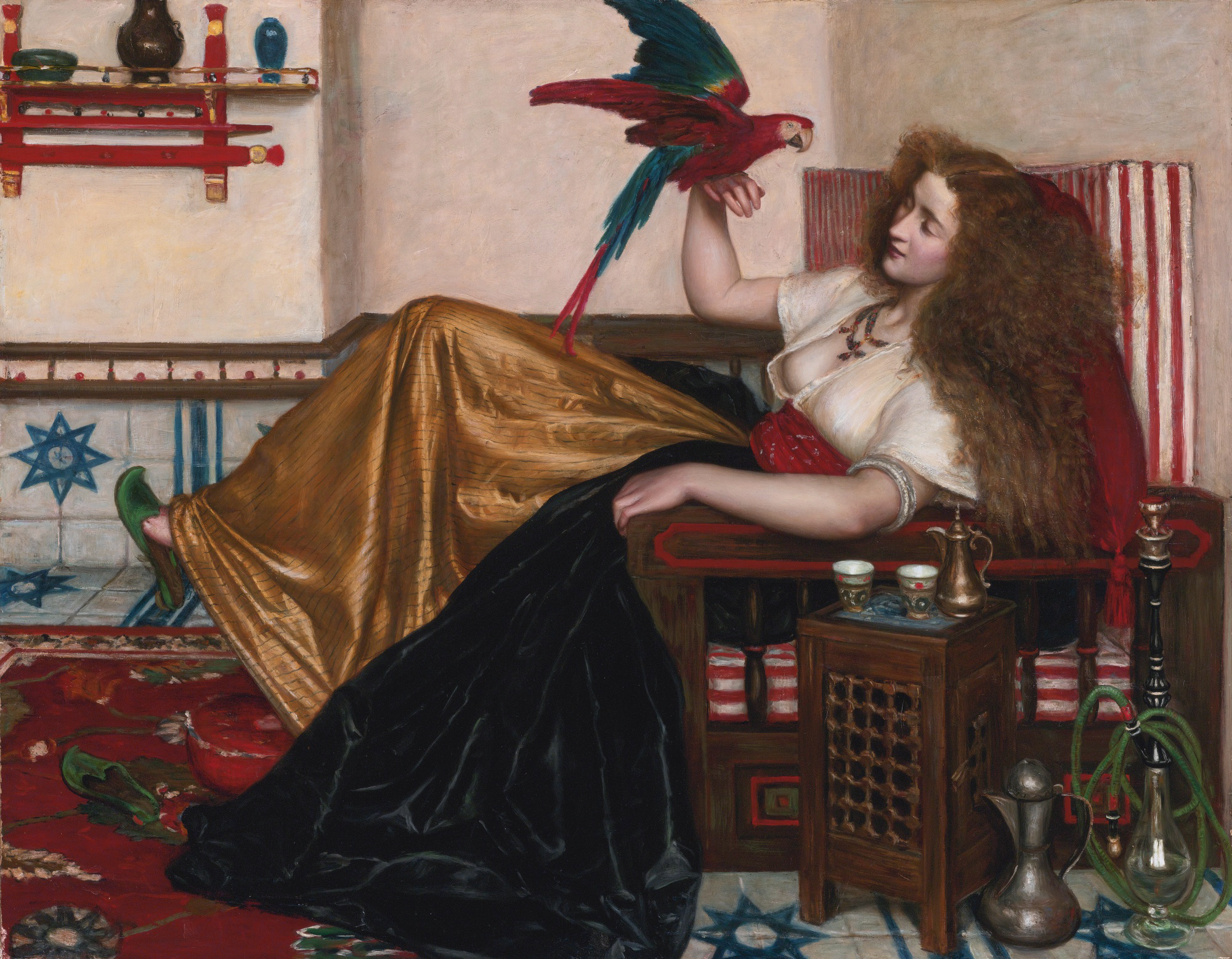
Reclining woman with a parrot (...)